# Solid Ball of Rock
Solid Ball of Rock is het tiende album van de Britse band Saxon, uitgebracht in 1990 door Charisma Records. Nibbs Carter verving Paul Johnson.

## Nummers
1. Solid Ball of Rock – 4:35
2. Altar of the Gods – 3:30
3. Requiem (We Will Remember) – 5:16
4. Lights in the Sky – 4:03
5. I Just Can't Get Enough – 4:34
6. Baptism of Fire – 3:08
7. Ain't Gonna Take It – 4:47
8. I'm on Fire – 4:24
9. Overture in B-Minor/Refugee – 5:42
10. Bavarian Rhapsody – 1:17
11. Crash Dive – 4:21

## Bezetting
- Biff Byford - zang
- Graham Oliver - gitaar
- Paul Quinn - gitaar
- Nibbs Carter - basgitaar
- Nigel Durham - drums